# Église de l'Agonie-de-Notre-Seigneur-Jésus-Christ de Moneta
 (juin 2025).
Si vous disposez d'ouvrages ou d'articles de référence ou si vous connaissez des sites web de qualité traitant du thème abordé ici, merci de compléter l'article en donnant les références utiles à sa vérifiabilité et en les liant à la section « Notes et références ».
 (janvier 2024).
L'église de l'Agonie-de-Notre-Seigneur-Jésus-Christ est un édifice religieux catholique situé dans la frazione de Moneta, à La Maddalena (Sardaigne), en Italie.